# Pteropus seychellensis
Pteropus seychellensis is een zoogdier uit de familie van de vleerhonden (Pteropodidae). De wetenschappelijke naam van de soort werd voor het eerst geldig gepubliceerd door Milne-Edwards in 1877.

## Voorkomen
De soort komt voor op de eilanden van de Seychellen, de Comoren en op Mafia (deel van Tanzania).